# Серра-де-Каприола, Антонио Мареска
Антонио Мареска-д’Оннорсо, герцог Серра-де-Каприола (итал. Antonino Maresca Donnorso, Duca di Serracapriola; 3 февраля 1750, Неаполь, Неаполитанское королевство — 15 ноября 1822, Санкт-Петербург, Российская империя) — неаполитанский дипломат, полномочный неаполитанский министр при русском дворе.

## Биография
Сын Николы Марески, герцога ди Серракаприола (1691—1759), президента Королевской палаты Неаполя, и Камиллы Доннорсо (1720—1804).
С 1782 года находился на дипломатической службе в качестве полномочного министра при дворе Екатерины II. Благодаря своей ловкости и личным качествам он сумел придать Неаполитанской миссии самое блестящее положение. Он заключил несколько выгодных для Неаполитанского королевства трактатов, в то же время заслужив уважение русского правительства. Он остался единственным дипломатом, удержавшимся при царствовании Павла I, он даже заслужил милости императора, который пожаловал ему орден Святого Иоанна Иерусалимского большого креста и Андреевскую ленту (11 января 1800 года). Вице-канцлер Кочубей подозревал герцога Серра-де-Каприола в интригах с графом Литта, находил, что у неаполитанца больше влияния при российском дворе, чем у него самого, особенно его огорчало то, что в церемониях он как командор Мальтийского ордена должен был шествовать ниже чем герцог Серра-де-Каприола.
Заслужил благодарность Людовика XVIII во время его пребывания в Митаве своими заботами о королевской семье. Захват Наполеоном I Неаполя лишил Серра-де-Каприола его владений. Наполеон, зная о влиянии герцога на общественное мнение Санкт-Петербурга, всячески старался склонить его на свою сторону, делая самые выгодные предложения. Однако Серра-де-Каприола не принял ни одно из них. Он протестовал против Тильзитского мира, писал Александру I, требуя изменения § 14 трактата, о том, что Мюрату гарантирован Неаполитанский трон.
Сделавшись частным лицом, герцог остался в Санкт-Петербурге, активно и упорно продолжая действовать против Наполеона, вскоре сделавшись центром оппозиции и руководителем тайных агентур по всей Европе и Великобритании. Его положение стало несколько двусмысленным. Роджерсон писал: «Разрыв, обнаружившийся в настоящее время, естественно, разорвал и отношения славного герцога де С.-К. с нашим двором; тем не менее я думаю, что он останется здесь как частное лицо. Его все любят и ценят, даже те, кто должны принять другие принципы, чем он. По крайней мере, он уже стал наполовину местным человеком, и по долгому пребыванию здесь, и по родству с одним из древних семейств этой страны». Сам герцог говорил, что «Если бы Франция потребовала меня выгнать, никто бы не решился этого сделать, поскольку общество здесь было бы определённо против».

На Венском конгрессе Серра-де-Каприола защищал интересы короля Фердинанда IV, провёл год на родине, которую не видел 32 года, после чего вернулся в Россию. В 1820 году, во время беспорядков в Неаполе, он дал своему королю несколько советов, которые снискали ему много сторонников, а затем по приглашению короля присягнул Конституции. В итоге он впал в немилость, хотя и остался на своём месте. 
Обладая крепким здоровьем, хотя и страдая иногда от подагры, от которой лечился шампанским, Антонио Мореско д’Оннорио, герцог Серра-де-Каприола скончался 15 ноября 1822 года после трёхдневной болезни. Александр I написал его вдове, Анне Александровне, урождённой княжне Вяземской, трогательное письмо, а король обеих Сицилий выразил его сыну чувства любви и уважения к покойному. К. Я. Булгаков, бывший на похоронах герцога «вместе со всем городом», писал брату о его кончине:

«Умер почтенный дюк Серра, о коем все генерально сожалеют. Кто говорит, что он повредил себе желудок, а кто — что подагра поднялась, и это, кажется, вероятнее; добрый был старик, любил Россию и русских и ими был любим».

Александр Булгаков так отвечал брату из Москвы:

Соболезную искренно о смерти доброго дюка Серра-Каприола. Он имел нрав твердый, возвышенные чувства и привязчивость к своему Государю, достойные почтения. Во время оно, когда все ползало перед Наполеоном на коленях, он один почти его не признавал и остался тверд в своих правилах.

Похоронен на Смоленском лютеранском  кладбище в Санкт-Петербурге. В 1857 году прах перевезён на Выборгское римско-католическое кладбище в Санкт-Петербурге и захоронен в крипте храма Посещения пресвятой девой Марией Елизаветы, расположенного на территории этого кладбища.

## Семья
Был дважды женат:
1. (с 1767 года) — Мария Аделаида дель Каррето ди Камерано (ум. 1787), дочь маркиза Карло Оттавио ди Камерано и Терезы Бореани. В этом браке была одна дочь:
  - Мария Луиза дель Каррето (1769—1845), маркиза ди Камерано. Муж (1789): маркиз Бенедетто Мареска Доннорсо (1758—1840) (её дядя)
2. (с 12 ноября 1788 года)[2] — княжна Анна Александровна Вяземская (1770—1840), дочь генерал-прокурора Сената князя А. А. Вяземского и его жены Елены Никитичны. Унаследовала от отца Мурзинку, которая после её смерти перешла внукам Апраксиным. С 1798 года кавалерственная дама Ордена Св. Иоанна Иерусалимского большого креста. Дюшесса (как звали Анну Александровну в обществе) занималась живописью и рисовала акварелью. Её дом на ул.Фонтанка д. 22 был одним из самых блестящих салонов в столице. После смерти мужа она удалилась от света и умерла 31 августа 1840 года. Похоронена в Благовещенской церкви Александро-Невской лавры. В браке было двое детей:
  - Николай (Николо) Антонович (Никола Мареска Доннорсо ди Серракаприола (1790—1870), герцог Серракаприола), вырос и получил образование в Петербурге, в 1840 году был назначен послом королевства обеих Сицилий в Париже, в 1848 году стал премьер-министром на родине своего отца.
  - Елена Антоновна (1794—22.11.1820), жена генерала от кавалерии Степана Фёдоровича Апраксина (1792—1862), была милой и добродушной женщиной, умерла после родов четвертого ребенка. По словам А. Булгакова, её смерть всех поразила, но она была виновата сама, родив очень хорошо, простудилась две недели спустя[3].